# 马特·帕尔洛夫
马特·帕尔洛夫（1948年11月16日—2008年7月29日），克罗地亚男子拳击运动员。他曾代表南斯拉夫参加1968年和1972年夏季奥林匹克运动会拳击比赛，其中1972年奥运会获得一枚金牌。